# ماري ألين
ماري ألين (بالإنجليزية: Mary Allen)‏ هي كاتِبة بريطانية، ولدت في 1951.